# Jorden oro har och jämmer
Jorden oro har och jämmer är en sång med text från 1865 av Joseph Dyson och musik av H S Thompson. 
Refrängen börjar: 

Gyllne stad med pärleportar, döden dig ej når.

## Publicerad i
- Herde-Rösten 1892 som nr 324 under rubriken "Hemlandssånger:"
- Musik till Frälsningsarméns sångbok 1907 som nr 122.
- Frälsningsarméns sångbok 1929 som nr 475 under rubriken "De yttersta tingen och himmelen".
- Frälsningsarméns sångbok 1968 som nr 547 under rubriken "Evighetshoppet".
- Frälsningsarméns sångbok 1990 som nr 696 under rubriken "Framtiden och hoppet".